# 小山貞雄
小山 貞雄（こやま さだお、1905年3月3日 - 1969年8月22日）は日本の政治家。下谷区議（2期）、東京都議（5期）、第20代都議会議長。

## 経歴
1905年3月3日、東京都に生まれる。東北帝国大学（現東北大学）卒業。
1937年から下谷区議会議員を2期5年。1943年9月13日の第1回東京都議会議員選挙で当時の下谷区選挙区から初当選、5年在任。1951年都議に再選後は交通委員会委員長（1952−53年）、都議会自民党幹事長（1956−57年）、交通水道委員会委員長（1958−59年）を歴任。
1965年3月、第20代東京都議会議長選挙で当選、全国都道府県議会議長会会長にも就任するが、この選挙でいわゆる東京都議会黒い霧事件に関与した15名の現職議員が一斉摘発、自身も同年3月16日に贈賄容疑で家宅捜査を受け、同年4月16日に現職議長として逮捕。いずれの議長職も『在任2か月』での辞任となった。
「議長のイスをめぐる金品買収が慢性化していた都議会の堕落」を都民が知ることとなり怒りの声が高まると、リコールを恐れた議会は自主解散を可能とする法整備を急いで進め、強行した。都議選が統一地方選挙と2年ずれて施行されているのは、この時の解散による。
1967年、2年に渡った東京都議会黒い霧事件裁判の判決は、懲役2年執行猶予5年の有罪(贈賄罪）。1968年、明治100年に特赦。1969年8月22日に死去した。

## 栄典
- 1964年 - 藍綬褒章[1]